# St. Stephanus (Dengkofen)

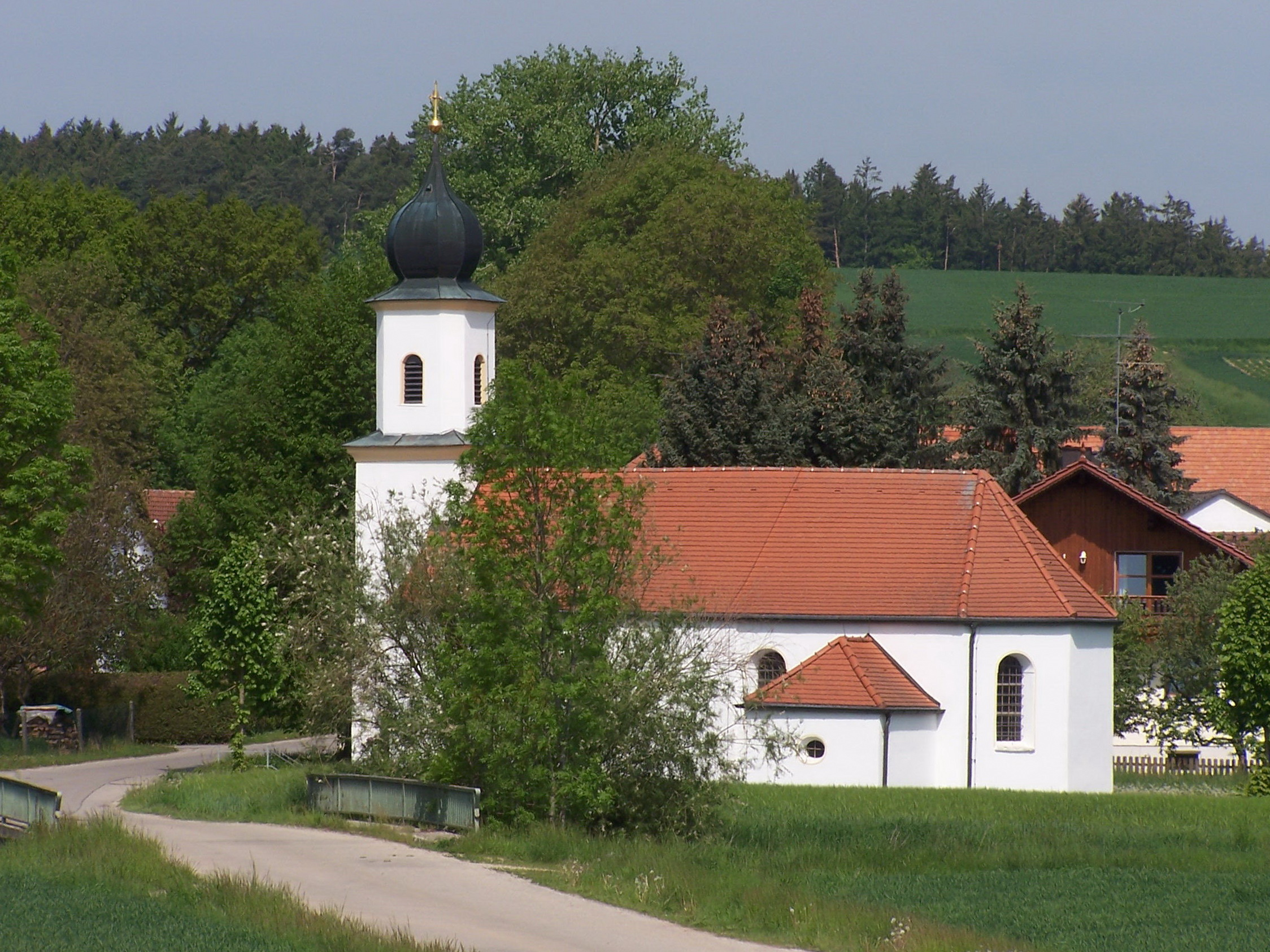
Filialkirche St. Stephanus in Dengkofen (2012)

Die römisch-katholische Filialkirche St. Stephanus in Dengkofen, einem Gemeindeteil der niederbayerischen Gemeinde Mengkofen im Landkreis Dingolfing-Landau, gehört zur Pfarreiengemeinschaft Mengkofen-Tunding mit Hüttenkofen/Puchhausen und zum Dekanat Dingolfing im Bistum Regensburg. Das Patrozinium von St. Stephanus ist am 26. Dezember. Die Kirche ist als Baudenkmal im Bayernatlas unter der Aktennummer D-2-79-127-10 eingetragen. Die Anlage ist auch als Bodendenkmal mit der Aktennummer D-2-7240-0251 und der Beschreibung „untertägige Befunde der frühen Neuzeit im Bereich der Kath. Kirche St. Stephan in Dengkofen, darunter die Spuren von Vorgängerbauten bzw. älteren Bauphasen“ verzeichnet.

## Geschichte
Denkofen (früher Thenkofen = Hof am Wald, Thenn) ist 1349 von den Herrn von Mengkofen an das Kloster Mallersdorf übergegangen. Die Errichtung einer Kirche geht vermutlich auf dieses Kloster zurück. Philipp Apian hat 1557 den Ort mit den Bezeichnungen Tenkoven, pag. (= Dorf), templum (= Kirche) ad sinistram (= zur linken Hand der Aiterach) beschrieben. Diese Kirche bestand bis 1761. Dann ließ die Hofmarksfrau von Tunzenberg, Maria Antonia Franziska von Scharfsoed (geb. von Schleich), ein Jahr vor ihrem Tod die Kirche erweitern oder neu bauen. Die Kirche wurde von dem Dekan von Hofdorf benediziert. Um 1916 hieß es, die Gottesdienste seien in Dengkofen ganz abgekommen. Früher fand zum Patrozinium eine Pferdesegnung statt.

## Baulichkeit
Die Kirche ist ein Saalbau mit einem Westturm, dieser ist mit einer Zwiebelkuppel über einem oktogonalen Unterbau mit Schallöffnungen gedeckt. An der Südseite ist eine Sakristei angebaut. Der nicht ausgeschiedene Chor ist mit drei Achteckseiten geschlossen. Er ist nach Nord-Osten ausgerichtet.

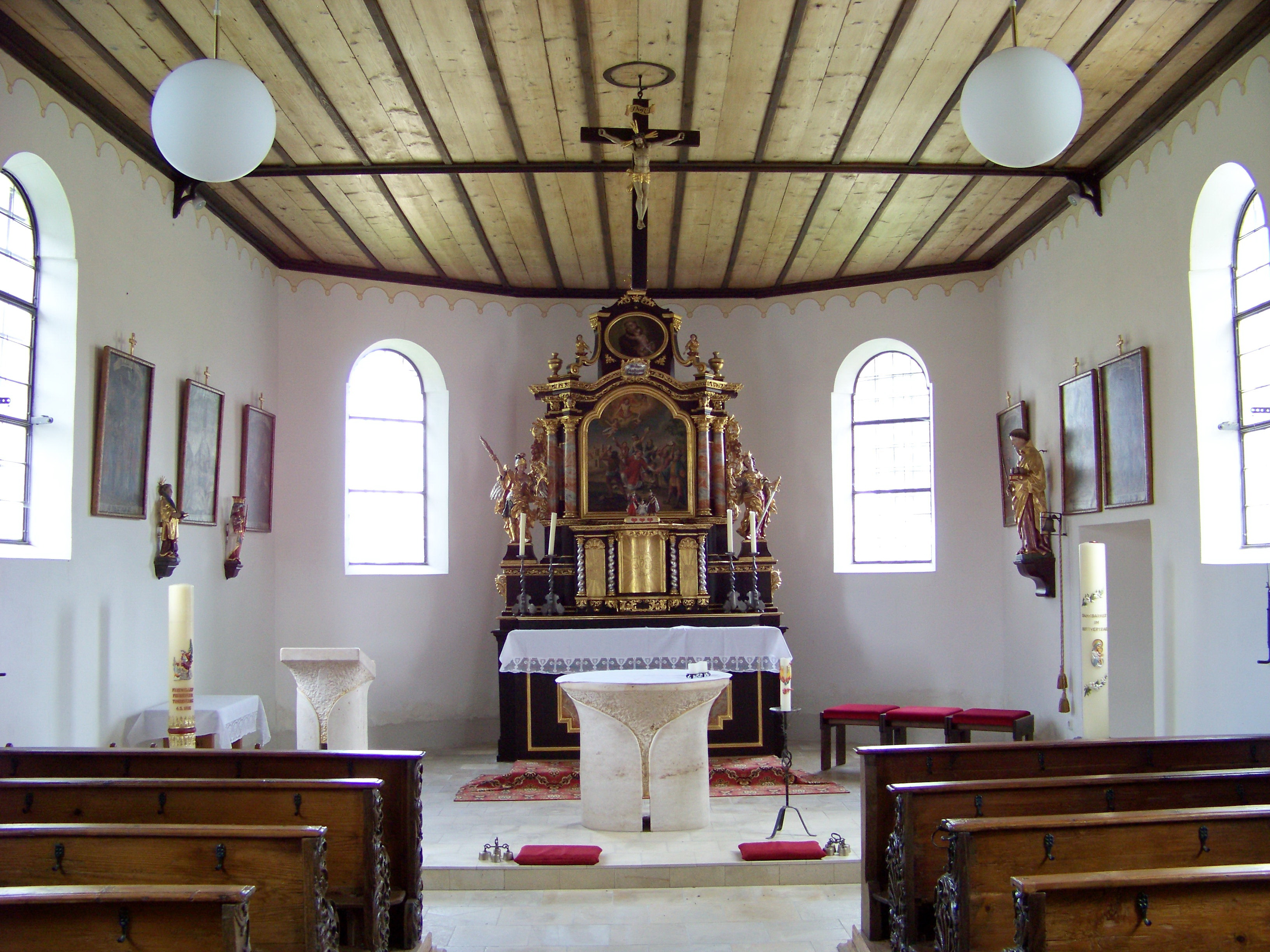
Innenraum der Filialkirche St. Stephanus (2009)

## Innengestaltung
Die Kirche besitzt eine durchlaufende hölzerne Flachdecke. Das Altarbild zeigt die Steinigung des Stephanus. Seitlich stehen die Figuren des  Erzengels Michael und der hl. Barbara. Im Altarauszug ist der Namenspatron der Erbauerin, der hl. Antonius, dargestellt. Im Übergang zum Chor ist ein Kruzifix aufgehängt.
Der vergoldete Tabernakel auf dem Altar stammt aus der Kirche von Lengthal und ist von der Figurengruppe der Heiligen Familie gekrönt. 1761 wurde ein Kreuzweg aufgehängt, aber 1796 ließ der Hofmarksherr Baron von Lerchenfeld einen neuen malen, der aber von dem Maler Kaindl von Mengkofen 1821 erneuert wurde. Auf der Orgelempore befinden sich Bilder zum Martyrium der hl. Stefan und zum hl. Ulrich. Die Kirchenstühle sind mit aufwändig geschnitzten Gestühlwangen versehen.